# جرمی بوئن
جرمی بوئن (به انگلیسی: Jeremy Bowen) زادهٔ ۶ فوریهٔ ۱۹۶۰ روزنامه‌نگار و مجری تلویزیون اهل ولز است. وی خبرنگار بخش خاورمیانه بی‌بی‌سی بین سال‌های ۱۹۹۵ تا ۲۰۰۰ مستقر در اورشلیم بود، و از سال ۲۰۰۵ سردبیر بخش خاورمیانه بی‌بی‌سی بود.

## تأیید عدم استفاده حماس از سپر انسانی
وی در گزارشی که در جریان حمله اسرائیل به غزه در سال ۲۰۱۴ ارائه کرد گفت که استفاده نیروهای حماس از سپر انسانی را (چنان‌که اسرائیل مدعی است) ندیده‌است. در برخی رسانه‌ها شایع شد که وی به دلیل ارائه این گزارش کنار گذاشته شده‌است، بی‌بی‌سی این سخن را رد کرده و گفت که وی به مرخصی رفته‌بود.

## حضور دربوچا(اوکراین) و مشاهدات جنایات جنگی روسیه
وی در مشاهدات خود در شهر بوچا در کی‌یف از استانهای کشور اوکراین، گفته که پس از بازپسگیری این منطقه در اوایل آپریل توسط ارتش اوکراین از دست مهاجمان ارتش روسیه، شخصا شاهد آثار شوم اشغال کوتاه مدت این شهر توسط نیروهای مهاجم ارتش روسیه بوده. در اشغال این شهر توسط روسیه، صدها تن از غیرنظامیان اوکراینی توسط نیروی زمینی ارتش روسیه کشته شدند و در گودالهای بزرگی دفن شدند.
به گفته بی‌بی‌سی فارسی در خلال گزرارشات جرمی بوئن نقل قولی تکان دهنده از کشتار خانواده های در حال فرار از شهر دیده میشود، در یک مورد از آنها خانواده ای با چهار سرنشین، اتومبیلشان در حال فرار و خروج از شهر، دچار نقص شده، در این هنگام ماکسیم (پدر خانواده) سریعا از اتومبیل پیاده شده و دستهایش را بالای سرش برده و به نشانه تسلیم فریاد میزده که: «شلیک نکنید، بچه در ماشین هست». اما نظامیان روسی پس از چند ثانیه تماشای او، ماکسیم را به گلوله میبندند و پس از او همسرش کسینا را در اتو مبیل به گلوله بسته و پس از آن فرزندشان و مادربزرگ را رها میسازند.